# Gloria Gaitán
Gloria Amparo de las Mercedes Gaitán Jaramillo (Bogotá, 20 de septiembre de 1937) es una política, diplomática y escritora colombiana.

## Biografía
Hija del líder del Partido Liberal Colombiano Jorge Eliécer Gaitán, tenía diez años cuando este fue asesinado el 9 de abril de 1948. Creció al lado de su madre, Amparo Jaramillo de Gaitán, quien después se casó y se instaló en Suiza. Allí, Gloría estudiaría en Ginebra y, después, en Lausana hasta su regreso a Colombia con su madre, en 1957. 
En Bogotá estudió en la Universidad de los Andes Filosofía (1959) y Economía (1968). Estuvo casada con el economista y dirigente del Partido Socialista Luis Emiro Valencia, con quien tuvo dos hijas y de quien se divorció en 1971.
Se desempeñó como directora de la editorial América Libre y de los semanarios Batalla del Pueblo y Gaitán: yo no soy un hombre soy un pueblo durante los años 1960.
Fue asesora económica del presidente de Chile Salvador Allende desde enero de 1973 hasta el día del golpe de Estado del general Augusto Pinochet, cuando debió asilarse en la embajada colombiana en Santiago hasta que consiguió regresar al país.
Gloria Gaitán mantuvo una relación sentimental con Allende, que ella misma reconoció en 2007 al revelar que había dejado Chile llevando en sus entrañas un hijo del mandatario chileno, que no llegó a nacer.
Allende, que había conocido a Gloria en 1959 en Cuba, se enteró en 1972 por su embajador en Colombia, Hernán Gutiérrez Leyton, de las dificultades económicas por las que estaba pasando ella después de divorciada y de inmediato decide invitarla a Chile, donde su presencia «será un símbolo».
Durante los años 1970, como líder del Movimiento Popular Gaitanista, fue Representante a la Cámara por el departamento de Risaralda; en 1982 fue embajadora de Colombia en Rumania.
Entre 1982 y 1993 dirigió el Centro Jorge Eliécer Gaitán, adscrito al Ministerio de Educación, y un año después se postuló a la Presidencia de la República como precandidata del Partido Liberal. Entre 1995 y 2002 dirigió el nuevo Instituto Colombiano de la Participación "Jorge Eliécer Gaitán» - Colparticipar. En 2003 y 2006 se postuló sin éxito a la Alcaldía de Bogotá y a la Cámara de Representantes.
Desde su juventud asumió la tarea de estudiar y mantener el legado de su padre, llegando a participar en diferentes iniciativas de la izquierda internacional, además de dar su apoyo a los diversos procesos de paz que efectuaran los gobiernos de turno en su momento con las guerrillas de izquierda en Colombia. Asimismo, se ha destacado como columnista y es autora de varios libros.
El 9 de abril de 2017, mientras daba un discurso en el Congreso de Colombia, en el marco de la conmemoración de un aniversario más de la muerte de su padre, decretada esta fecha desde el año 2011 por el gobierno como el «Día de la Memoria Histórica y Solidaridad con las Víctimas del Conflicto Armado», acusó al expresidente y entonces senador Álvaro Uribe de perseguirla políticamente durante su gobierno al haberle levantado 41 procesos judiciales en su contra, como forma de silenciarla por responsabilizar a la CIA de la Operación Pantomima ejecutada contra su padre, y por denunciar las operaciones oscuras que realizó la agencia de inteligencia estadounidense durante el desarrollo del Plan Colombia, ejecutado en su mandato.

## Obras
- Guatimbol: formación y desintegración de un latifundio cafetero, Universidad de los Andes, 1969
- El compañero presidente, Alfonso Rentería Mantilla, 1974
- Colombia, la lucha por la tierra en la década del treinta: génesis de la organización sindical campesina, Ediciones Tercer Mundo, Bogotá, 1976; reeditado en 1984 por Ancora Editores con el título de La lucha por la tierra en la década del treinta: génesis de la organización sindical campesina
- Arquitectura liberal, ARCO, 1990
- Bolívar tuvo un caballo blanco, mi papá un Buick, Graficsa, 1998